# あぶくま (護衛艦)
あぶくま（ローマ字：JS Abukuma, DE-229）は、海上自衛隊の護衛艦。あぶくま型護衛艦の1番艦。艦名は阿武隈川に由来し、この名を受け継いだ日本の艦艇としては、旧海軍の長良型軽巡洋艦「阿武隈」に続き2代目にあたる。

2022年12月に公表された防衛力整備計画で、2027年度までに除籍することが発表された。

2025年7月、本艦含むあぶくま型全艦をフィリピンへ輸出することで日比両政府が一致した認識を持っていることが報じられた。
本記事は、本艦の艦歴について主に取り扱っているため、性能や装備等の概要についてはあぶくま型護衛艦を参照されたい。

## 艦歴
「あぶくま」は、中期防衛力整備計画に基づく昭和61年度計画1,900トン型乙型護衛艦1229号艦として、三井造船玉野事業所で1988年3月17日に起工され、1988年12月21日に進水、1989年7月27日に公試開始、同年12月12日に就役し、舞鶴地方隊第31護衛隊に編入された。
1993年10月29日から11月3日に舞鶴に寄港したオーストラリア海軍駆逐艦「パース」、フリゲート「キャンベラ」のホストシップとして護衛艦「ちくま」とともに交歓した。
1999年3月23日に発生した、能登半島沖不審船事件において、初の「海上における警備行動」が発令され、護衛艦「はるな」、「みょうこう」とともに不審船を追跡した。
2003年11月6日、舞鶴地方隊第24護衛隊に編入。
2008年3月26日、自衛艦隊の大改編により第24護衛隊が第14護衛隊に改称され、護衛艦隊隷下に編成替え。
2009年7月6日、日韓救難共同訓練が日本海において実施され、護衛艦「おおなみ」、P-3C哨戒機 3機とともに参加し、韓国海軍駆逐艦「楊万春」(DDH-973)、「王建」(DDH-978)と訓練を実施した。
2010年3月15日、編成替えにより護衛艦隊第12護衛隊に編入、 定係港が舞鶴から呉に転籍。
2011年3月11日に発生した東北地方太平洋沖地震による東日本大震災に対し、災害派遣された。
2021年10月21日、東シナ海において海上保安庁と不審船対処に係る共同訓練を実施した。海上保安庁からは巡視船「あかいし」、「とから」、「かいもん」、「たかちほ」、固定翼機（MA952）が参加し、重要施設等に向かう不審船を想定し、情報共有訓練、共同追跡・監視訓練、停船措置訓練を実施した。11月6日、呉基地に寄港したオーストラリア海軍アンザック級フリゲート「ワラマンガ」のホストシップとして交歓した。
同年11月23日14時頃、海上自衛隊は西表島の南約170kmの海域において、同海域を北東進するロシア海軍キロ改級潜水艦2隻、ステレグシチーⅡ級フリゲート1隻、ドゥブナ級補給艦1隻及びイングル級救難えい船1隻の合計5隻を確認した。これらの艦艇が沖縄本島と宮古島との間の海域を北上した後、11月27日に対馬海峡を北東進し、日本海へ向けて航行したことを確認するまでの間、海上自衛隊第4航空群所属P-1、第5航空群所属P-3C、第14護衛隊所属「せとぎり」及び「せんだい」、第46掃海隊所属「くろしま」並びに第3ミサイル艇隊所属「おおたか」などと共に、所要の情報収集・警戒監視を行った。
同年11月27日、東シナ海において、「自由で開かれたインド太平洋」の実現に向けて連携を強化すべく、ペルー海軍コルベット「ギセ」と日ペルー親善訓練を実施した。なお、海上自衛隊とペルー海軍が日本周辺海域において2国間訓練を実施するのは初めてである。
2022年12月に公表された防衛力整備計画で、2027年度までに除籍することが発表された。

2025年7月、本艦含むあぶくま型全艦をフィリピンへ輸出することで日比両政府が一致した認識を持っていることが報じられた。

現在は護衛艦隊第12護衛隊に所属し、定係港は呉である。

### 歴代艦長
| 代 | 氏名       | 在任期間               | 出身校・期        | 前職                              | 後職                                          | 備考                            |
| -- | ---------- | ---------------------- | ----------------- | --------------------------------- | --------------------------------------------- | ------------------------------- |
| 01 | 川俣洋二   | 1989.12.12 - 1991.8.5  | 防大14期          | あぶくま艤装員長                  | 運用開発隊運用開発第1科長                     |                                 |
| 02 | 明比 章    | 1991.8.6 - 1992.12.20  | 防大18期          | 海上幕僚監部人事教育部人事課      | 海上自衛隊幹部学校研究部員                    |                                 |
| 03 | 柴田雅裕   | 1992.12.21 - 1994.2.28 | 名工大・ 27期幹候 | かとり副長                        | 海上幕僚監部人事教育部人事課                  |                                 |
| 04 | 坂上隆康   | 1994.3.1 - 1995.6.28   | 防大19期          | 第3護衛隊群司令部幕僚             | 舞鶴基地業務隊補充部付                        |                                 |
| 05 | 御厨清志   | 1995.6.29 - 1996.8.19  | 愛工大・ 25期幹候 | 海上自衛隊幹部候補生学校教官      | たかつき艦長                                  |                                 |
| 06 | 近藤 誠    | 1996.8.20 - 1997.8.10  | 防大25期          | 海上幕僚監部人事教育部厚生課      | 海上自衛隊東京業務隊付                        |                                 |
| 07 | 木村豊前   | 1997.8.11 - 1998.9.29  | 防大21期          | プログラム業務隊                  | 海上自衛隊第1術科学校教官 兼 研究部員         |                                 |
| 08 | 大津雅紀   | 1998.9.30 - 2000.3.23  | 防大23期          | 第1護衛隊群司令部幕僚             | 海上自衛隊幹部学校付                          | 2000.1.1 1等海佐昇任            |
| 09 | 四ノ宮正壽 | 2000.3.24 - 2001.9.24  | 防大21期          | 横須賀地方総監部防衛部            | きくづき艦長                                  | 就任時3等海佐 2001.7.1、2等海佐 |
| 10 | 浴 哲生    | 2001.9.25 - 2002.9.1   | 防大26期          | 海上幕僚監部人事教育部 人事計画課 | 海上自衛隊幹部学校付                          |                                 |
| 11 | 山本博幸   | 2002.9.2 - 2003.7.31   | 防大23期          | 海上自衛隊第1術科学校教官         |                                               |                                 |
| 12 | 竹内 修    | 2003.8.1 - 2004.9.9    | 防大30期          | 海上幕僚監部防衛部防衛課          | 海上幕僚監部人事教育部 人事計画課             |                                 |
| 13 | 白根 勉    | 2004.9.10 - 2005.8.21  | 防大32期          | 海上幕僚監部防衛部装備体系課      | 統合幕僚会議事務局第5幕僚室                   |                                 |
| 14 | 二瓶芳信   | 2005.8.22 - 2006.8.19  |                   | ちょうかい砲雷長 兼 副長          | 佐世保海上訓練指導隊                          |                                 |
| 15 | 星野正彦   | 2006.8.20 - 2007.8.9   | 防大33期          | 第2護衛隊群司令部幕僚             |                                               |                                 |
| 16 | 笹野英夫   | 2007.8.10 - 2009.3.24  |                   | 指揮通信開発隊企画科長            | てんりゅう艦長                                |                                 |
| 17 | 平井克英   | 2009.3.25 - 2010.3.24  | 防大37期          | 海上自衛隊東京業務隊付            |                                               |                                 |
| 18 | 松尾 淳    | 2010.3.25 - 2011.3.24  | 防大35期          | あしがら砲雷長 兼 副長            |                                               |                                 |
| 19 | 濱崎真吾   | 2011.3.25 - 2012.7.31  | 防大38期          | 東京業務隊付                      | 海上幕僚監部防衛部装備体系課                  |                                 |
| 20 | 宮﨑好司   | 2012.8.1 - 2013.6.30   | 防大36期          | くにさき運用長 兼 副長            | しらせ副長                                    |                                 |
| 21 | 土屋 剛    | 2013.7.1 - 2014.7.21   |                   | くらま航海長                      | 海上自衛隊第2術科学校研究部長                 |                                 |
| 22 | 川岸裕嗣   | 2014.7.22 - 2015.8.2   | 防大36期          | 呉海上訓練指導隊                  | 呉地方総監部防衛部 第3幕僚室長 兼 第5幕僚室長 | 2015.7.1 1等海佐昇任            |
| 23 | 今若充啓   | 2015.8.3 - 2016.9.11   |                   | ちょうかい砲雷長 兼 副長          | 呉海上訓練指導隊砲雷科長                      |                                 |
| 24 | 岡田周作   | 2016.9.12 - 2017.7.27  | 防大39期          | 呉海上訓練指導隊船務航海科長      | むらさめ艦長                                  |                                 |
| 25 | 萬年 敬    | 2017.7.28 - 2018.12.9  | 防大42期          | 護衛艦隊司令部                    | 佐世保海上訓練指導隊砲雷科長                  |                                 |
| 26 | 堀部成由   | 2018.12.10 - 2020.3.9  | 防大38期          | 海上訓練指導隊群司令部幕僚        | 開発隊群司令部                                |                                 |
| 27 | 南 和宏    | 2020.3.10 - 2021.11.30 | 防大44期          | 呉海上訓練指導隊                  | 開発隊群司令部幕僚                            |                                 |
| 28 | 黒河内信崇 | 2021.12.1 - 2023.4.16  | 防大41期          | 自衛艦隊司令部幕僚                | 海上自衛隊第1術科学校教官                     |                                 |
| 29 | 大木将司   | 2023.4.17 -            |                   |                                   |                                               |                                 |

## ギャラリー

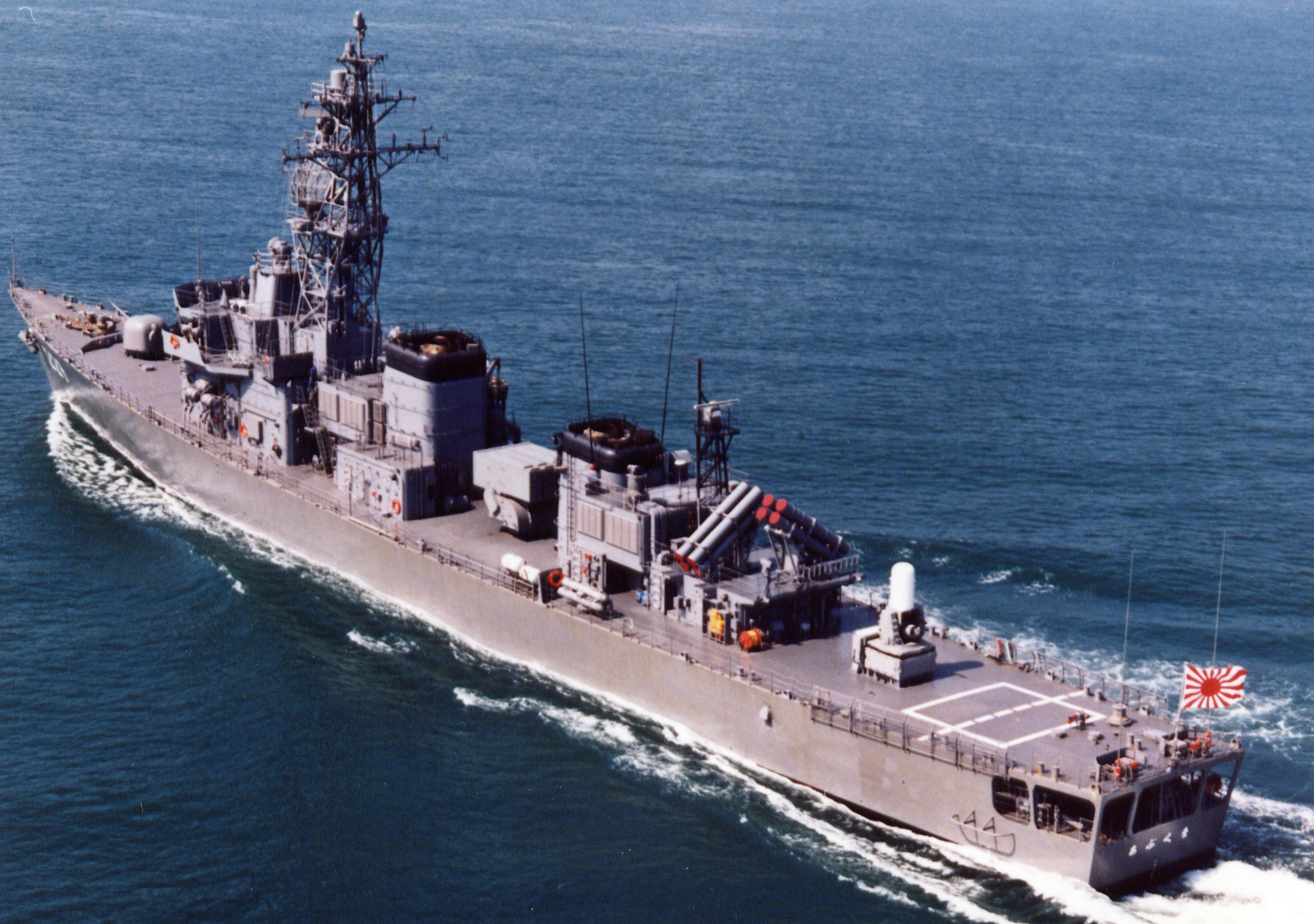
洋上を往く「あぶくま」 艦尾側より望む
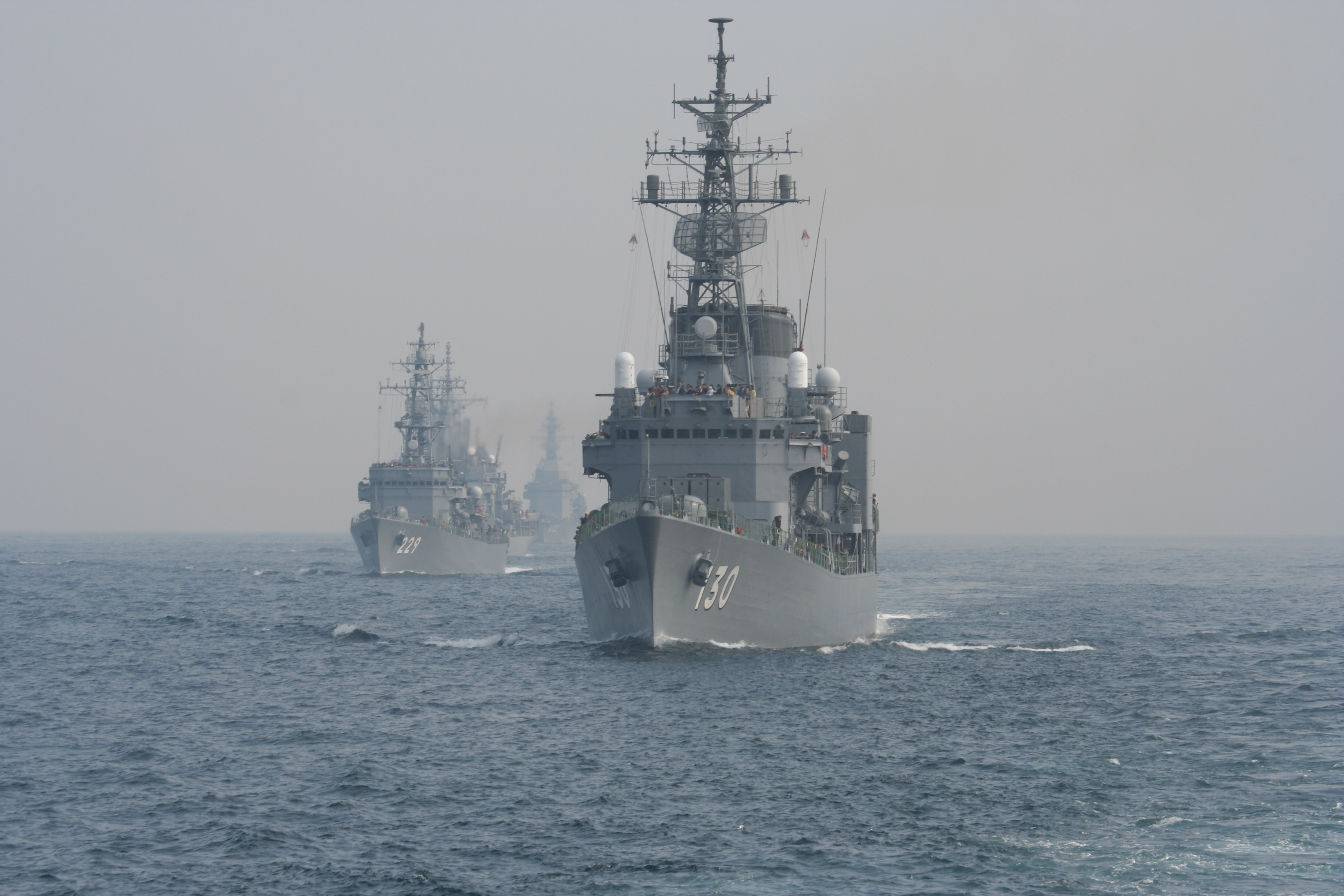
平成18年度自衛隊観艦式 にて「まつゆき」と雁行
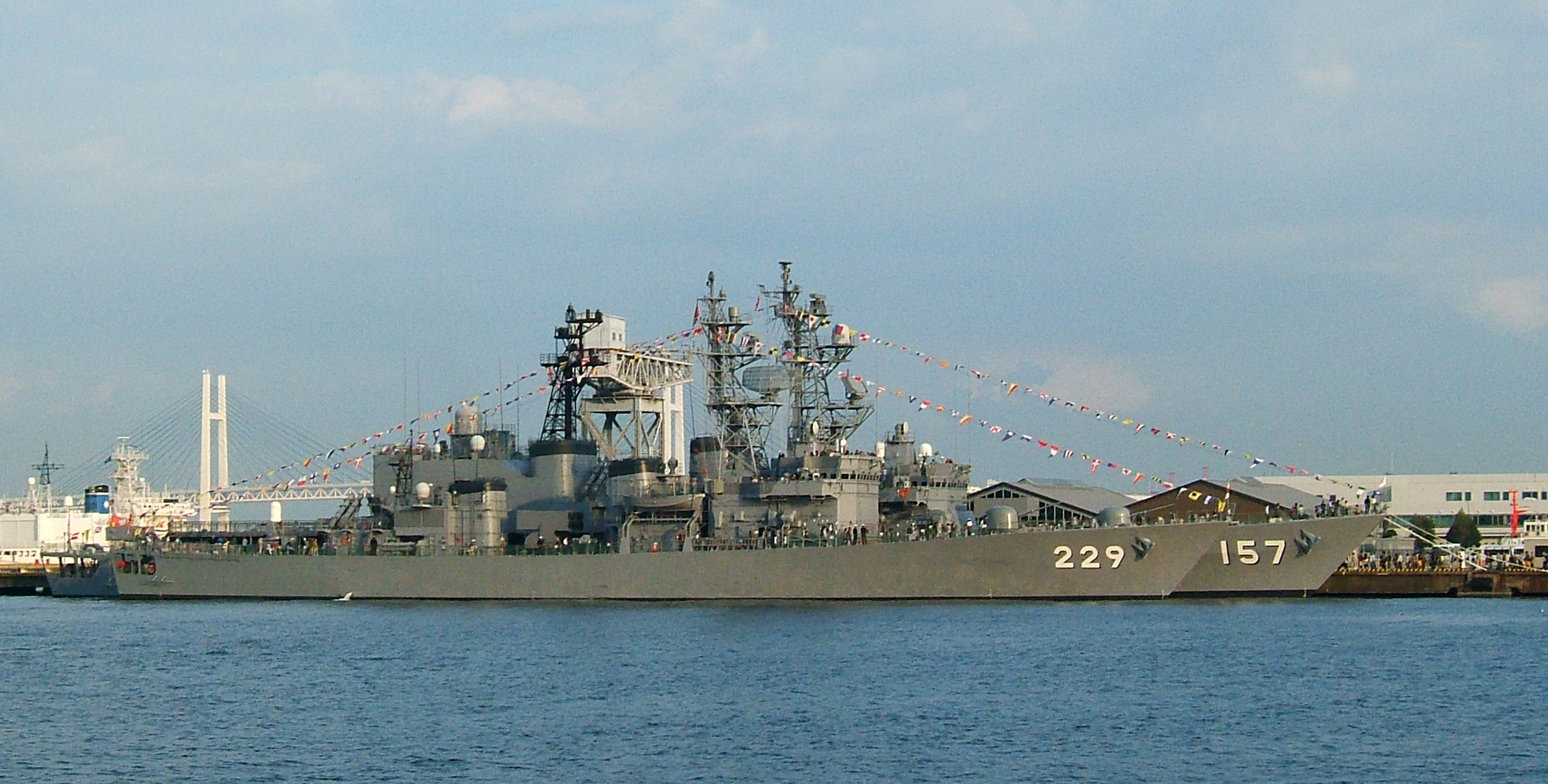
「さわぎり」と共に満艦飾を行う「あぶくま」。横浜港にて。
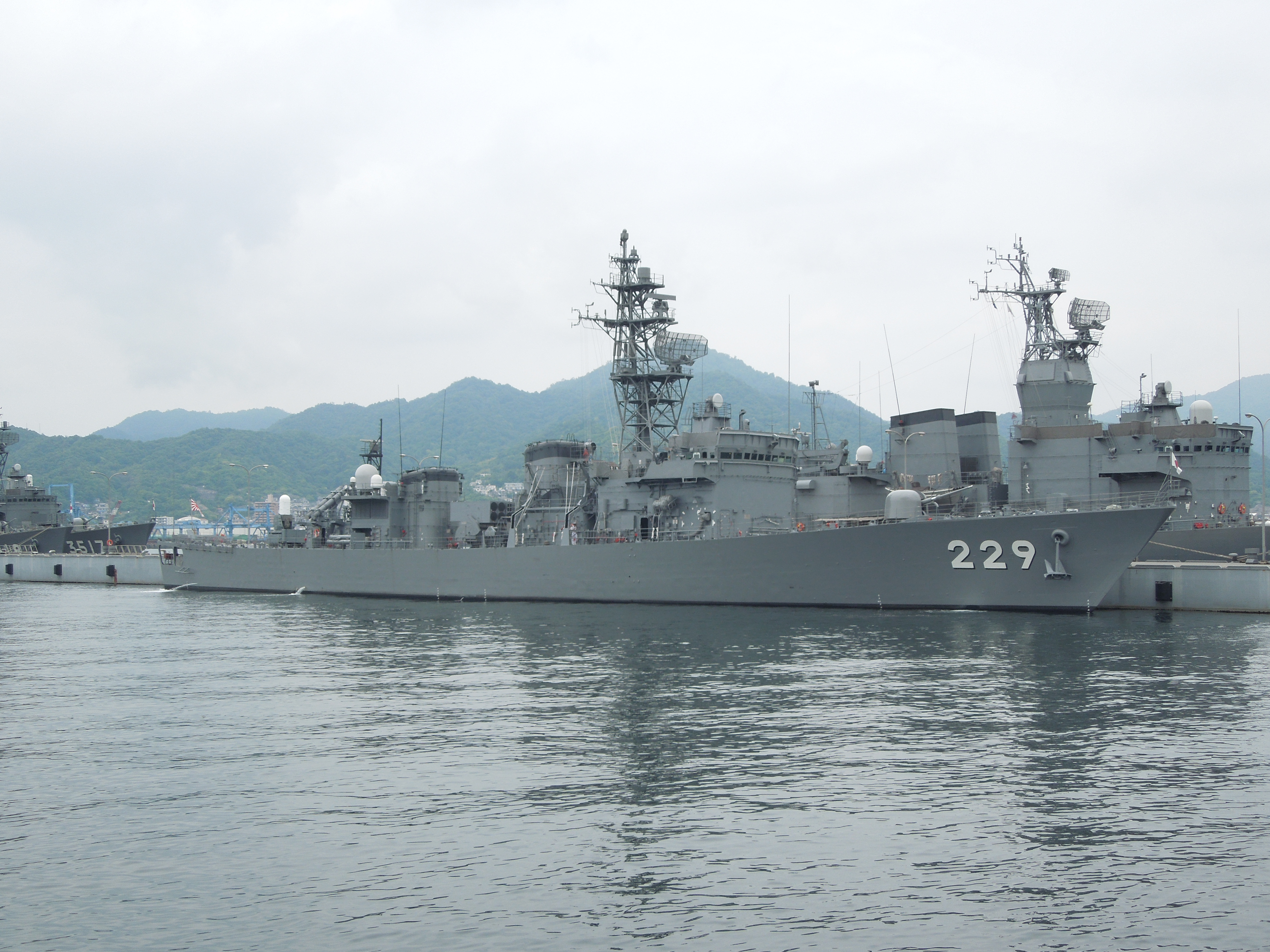
呉港に停泊中の「あぶくま」
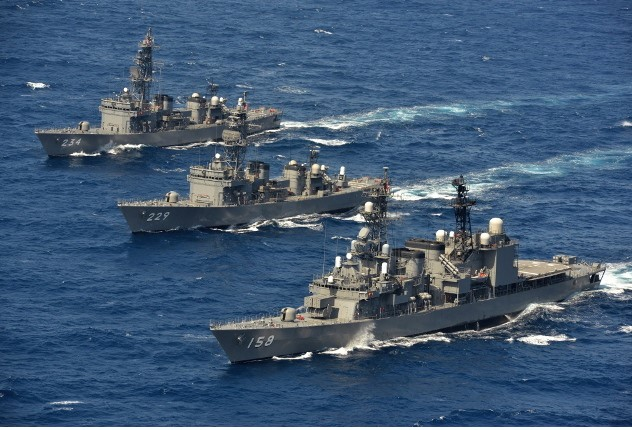
第12護衛隊の3艦。手前から「うみぎり」、「あぶくま」、「とね」
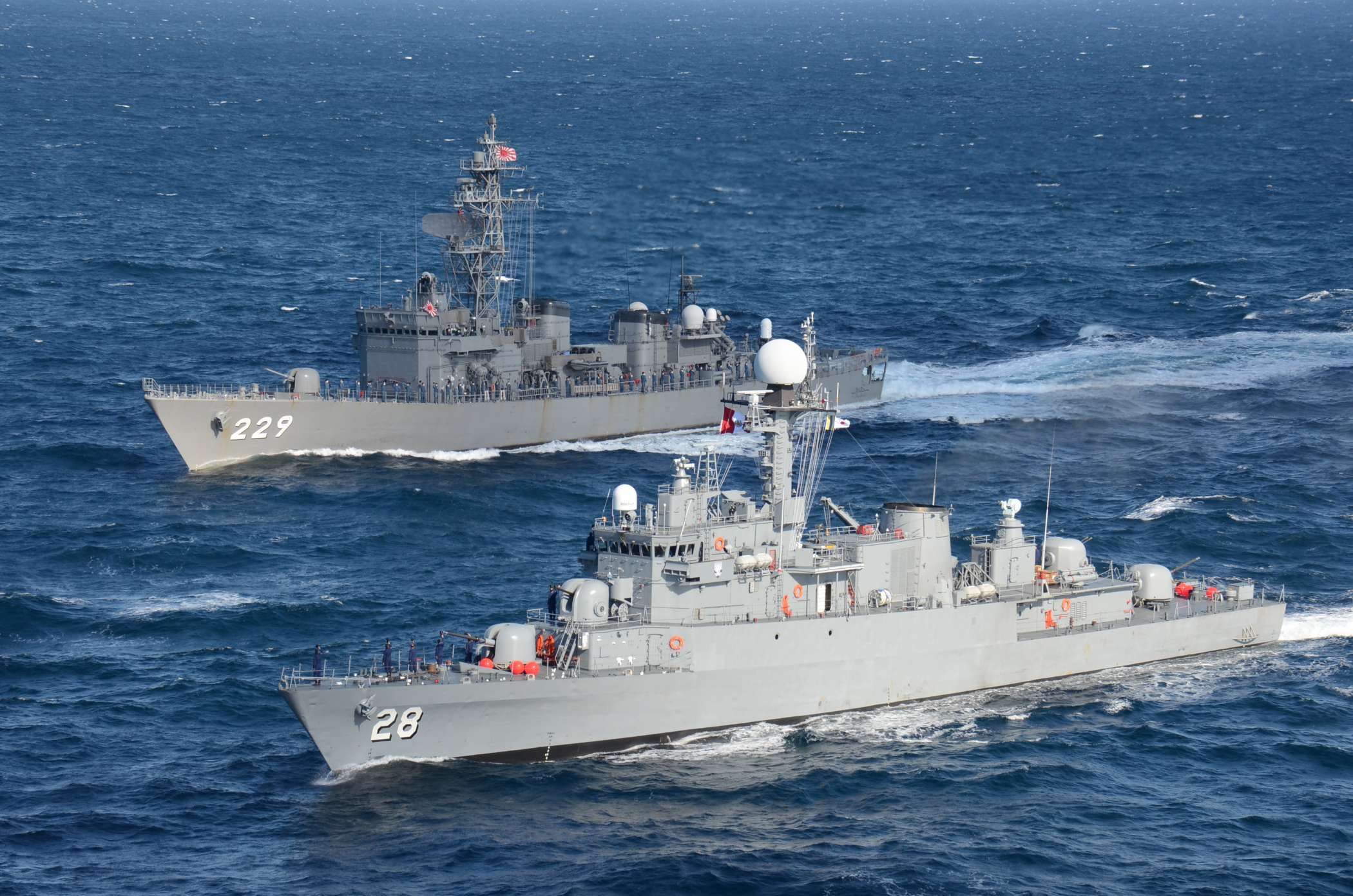
東シナ海において親善訓練を実施中の「あぶくま」とペルー海軍コルベット「ギセ」